# .22 Remington Jet
Le .22 Remington Jet (également connu sous le nom de .22 Jet, .22 Center Fire Magnum ou .22 CFM ) est une cartouche à percussion centrale américaine pour revolver et fusil en calibre .22 (5,6 mm).

## Aperçu
Développé conjointement par Remington et Smith & Wesson, il devait être utilisé dans le revolver modèle 53, qui est apparu pour la première fois à la fin de 1961. Bien qu'elle tire ses origines de puissantes munitions, telles que le .224 Harvey Kay-Chuk, qui dérive du .22 Hornet, il s'agit d'une cartouche à goulot d'étranglement basée sur une douille de .357 Magnum adaptée à une balle de calibre 22, avec une épaulement inhabituellement long.

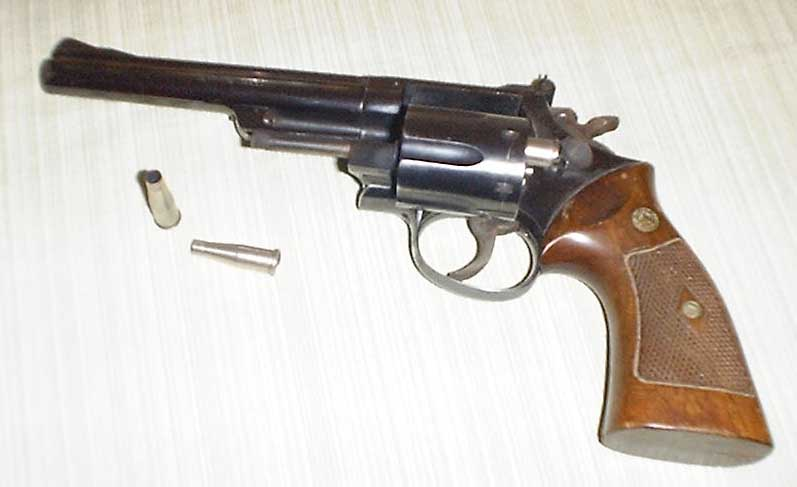
Smith & Wesson Modèle 53

En 1972, le modèle 53 restait le seul revolver chambré pour cette munition, tandis que Marlin, en 1972, prévoyait un fusil à levier en .22 Jet.
Le .22 Jet était également un calibre d'usine pour le T/C Contender dont la conception lui a permis d'atteindre son plein potentiel, grâce à l'absence d'écart entre barillet et canon, ni de recul de la culasse.
Le .22 Jet a été conçu comme une balle de chasse pour les armes de poing, et il convient à la chasse aux armes de poing des nuisibles et du gibier moyen jusqu'à 90 m. La vitesse de 750 m/s et l'énergie cinétique de 725 J, attendue ne s'est pas retrouvée dans les armes de service.

## Dimensions

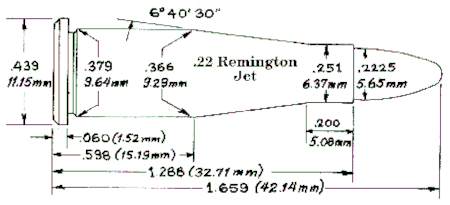
Dimensions de la cartouche .22 Remington Jet